# Mercedes-Benz Classe GLK
La Mercedes-Benz Classe GLK est un SUV familial du constructeur allemand Mercedes-Benz. Dérivée de la Classe C Type W204, elle est lancée en 2008 et est produite jusqu'en 2015 (Type X204), remplacée par la Classe GLC. Elle est concurrencée par les Audi Q5, BMW X3, Range Rover Evoque ou Volvo XC60.
En 2009, un GLK modifié par le préparateur automobile Brabus fixera un nouveau record de vitesse pour un SUV de route en atteignant la vitesse de pointe de 322,3 km/h.

## Phase 1
La première phase de la Classe GLK est produite de fin 2008 à 2012. Elle est disponible en plusieurs motorisations diesel et essence issues de la Classe C W204.

Mercedes-Benz Classe GLK (phase 1)
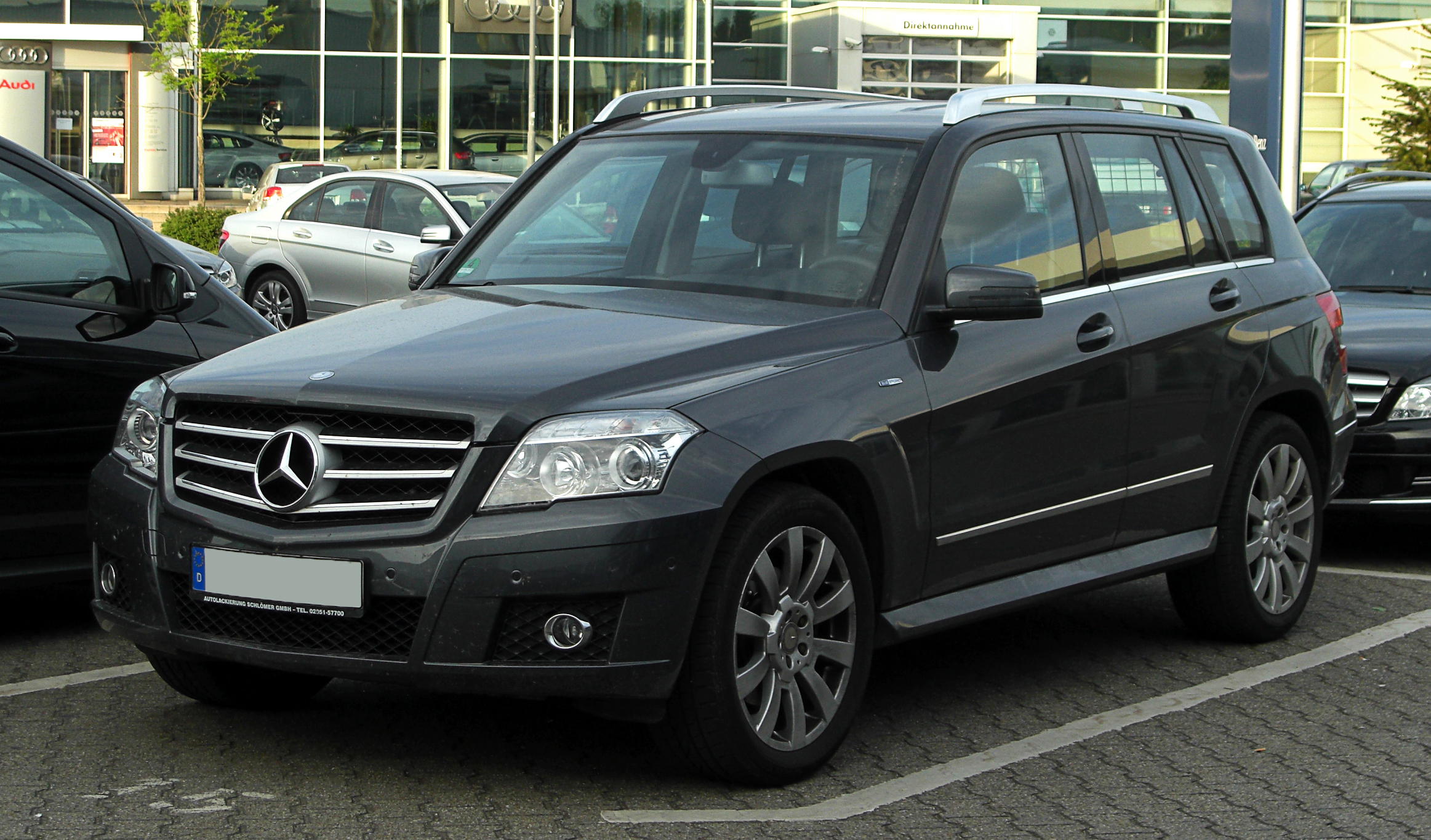
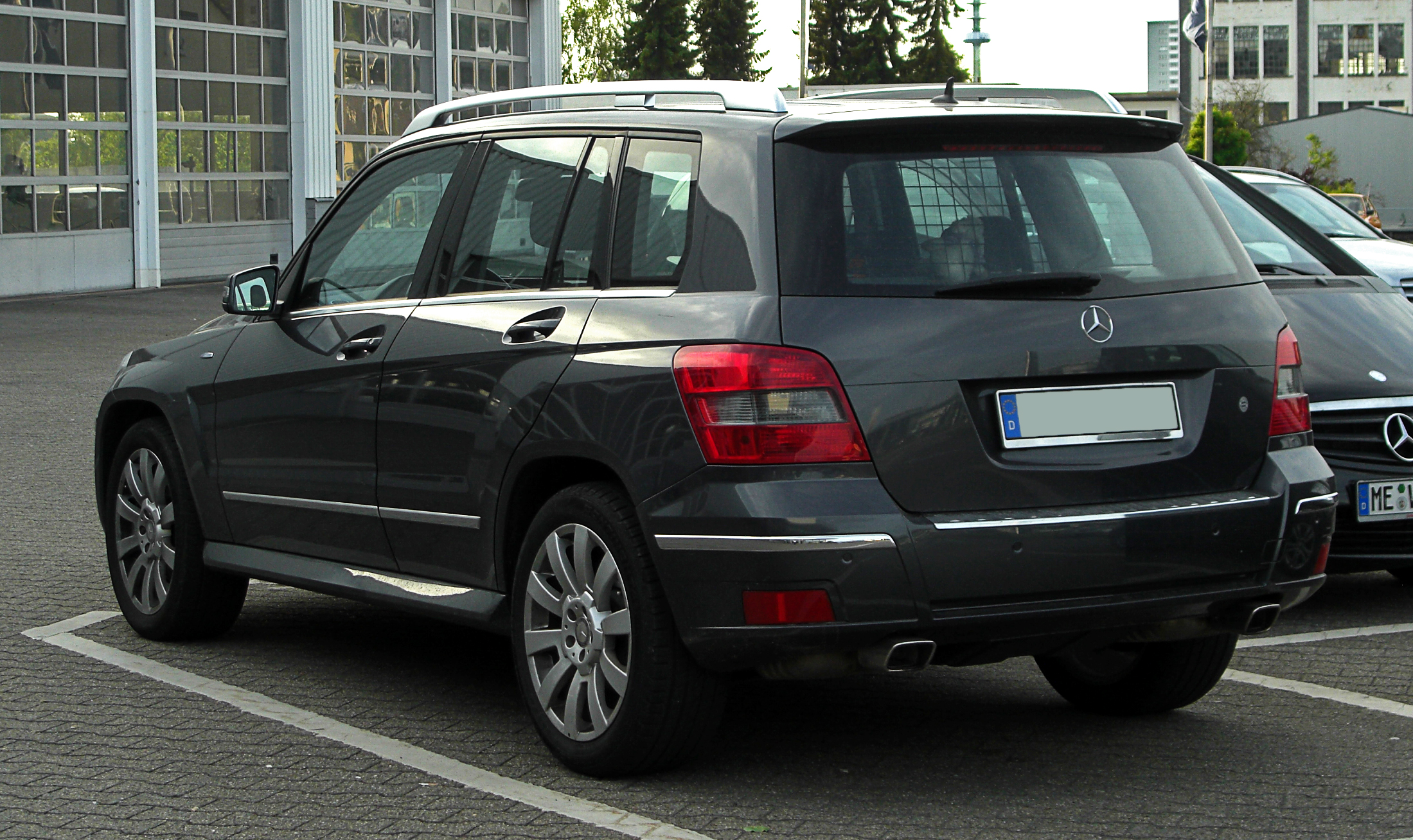

## Phase 2
En 2012, la Classe GLK entame la seconde partie de sa carrière avec un restylage qui lui a permis de moderniser ses faces avant et arrière. Cette seconde phase sera produite jusqu'en 2015.

Mercedes-Benz Classe GLK (phase 2)
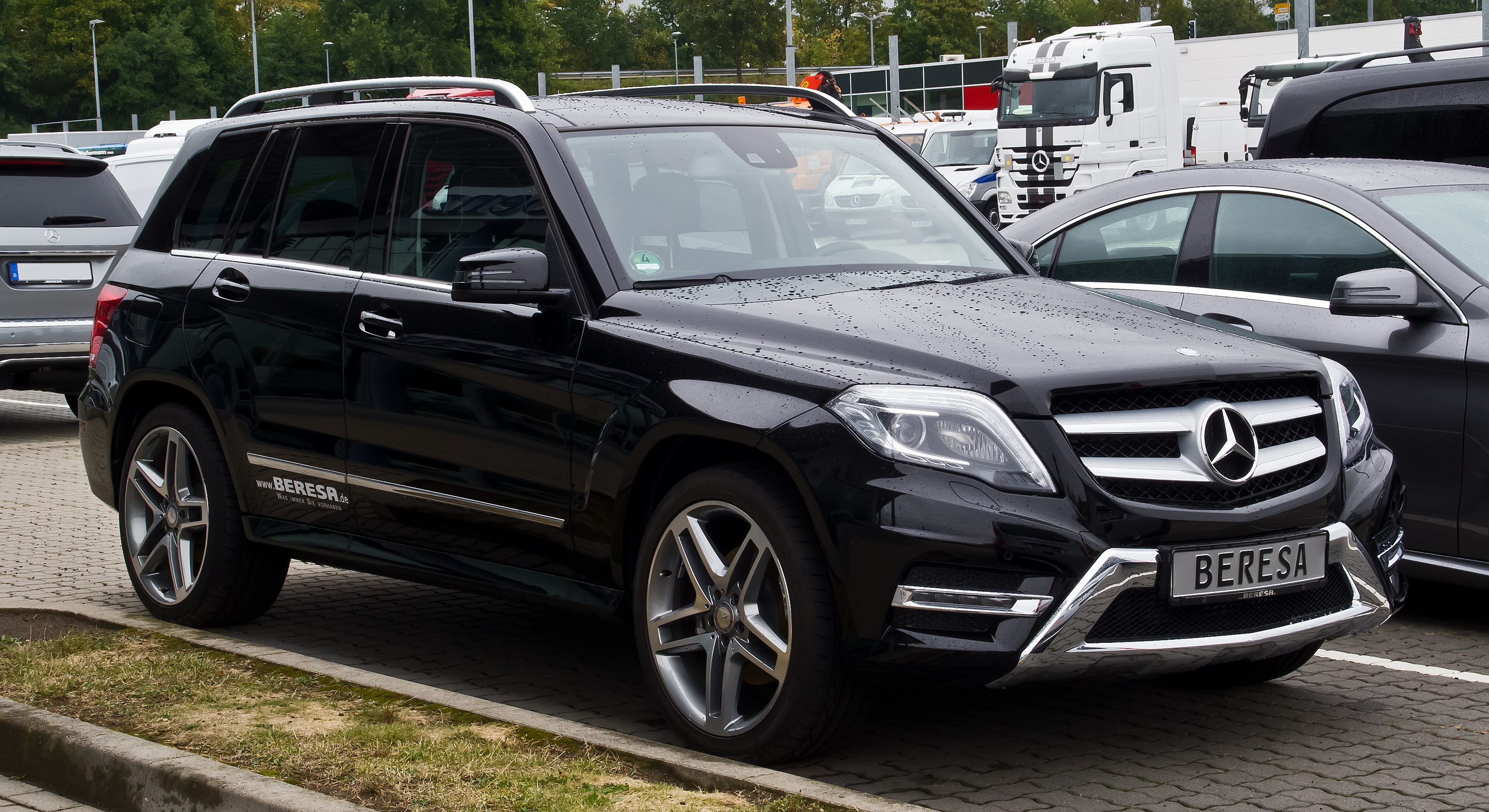
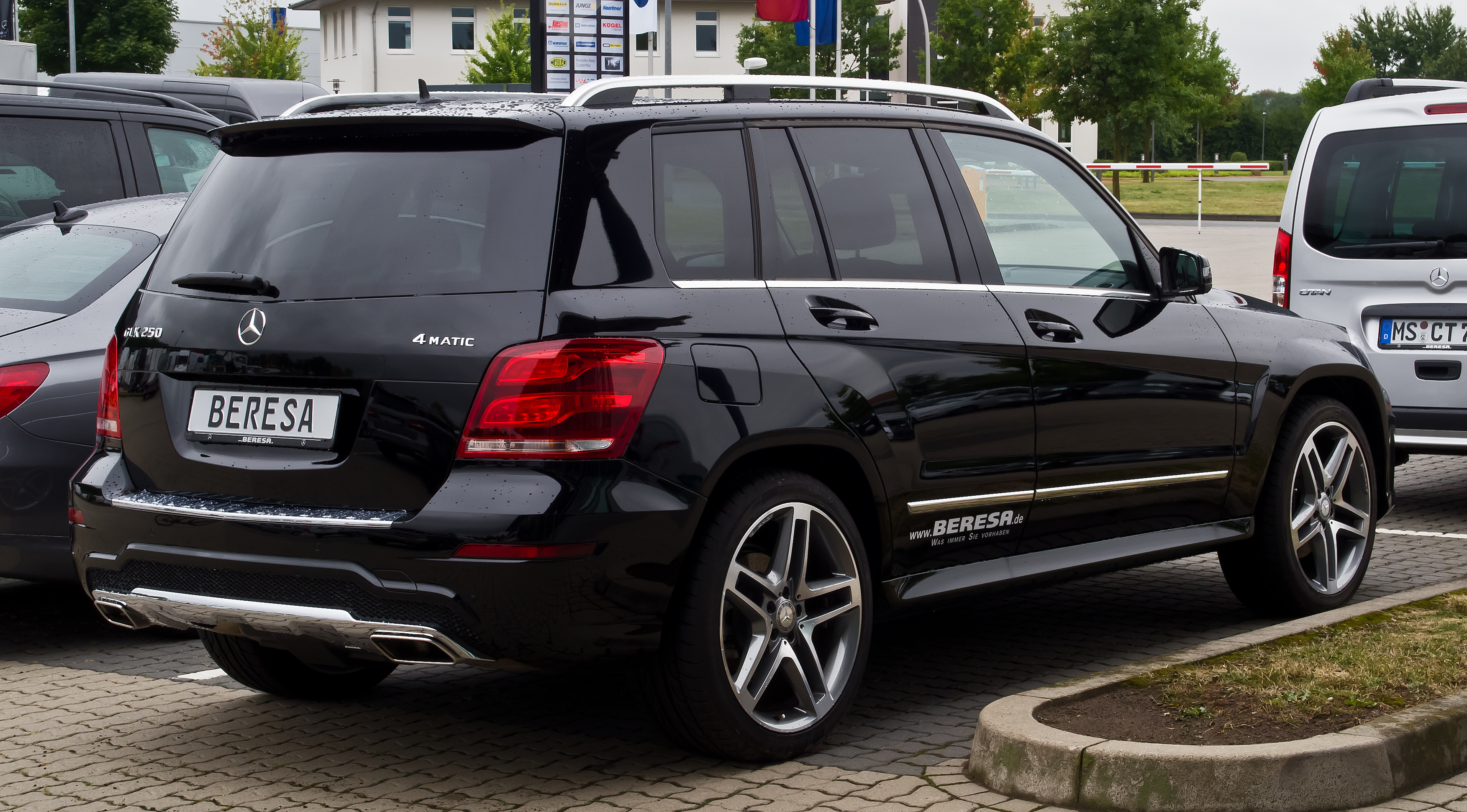